# Кромоглициевая кислота
Кромоглициевая кислота (новолат. Cromoglicic acid) — противоаллергическое и противоастматическое средство для профилактики и лечения бронхиальной астмы, аллергического ринита и конъюнктивита. Капсулы для приема внутрь применяются для профилактики и лечения пищевой аллергии.
Кромоглициевая кислота входит в перечень жизненно необходимых и важнейших лекарственных препаратов.

## История
Кромоглициевая кислота является производным келлина — вещества, содержащегося в растении Ammi visnaga, который долгое время использовали в Египте и других странах Средиземноморья для лечения респираторных расстройств. Однако келлин обладал выраженным побочным эффектом в виде тошноты, поэтому группа исследователей занялась тестированием производных келлина для обнаружения противоастматического вещества с менее выраженными побочными эффектами. Эти вещества тестировались методом провокации аллергеном на добровольцах, страдавших бронхиальной астмой. Одним из таких добровольцев стал руководитель исследовательской группы, армянин, доктор Роджер Алтунян. В результате была синтезирована натриевая соль кромоглициевой кислоты — кромогликат натрия. Этот препарат предотвращал развитие реакций на аллергены, а также оказался эффективен против обострений астмы, связанных с провокацией физической нагрузкой или раздражающими газами. Пероральная форма препарата была неактивна, поэтому его нужно было применять ингаляционно в виде порошка с использованием спинхалера — специального устройства, разработанного Роджером Алтуняном. «Интал» получил регистрацию в 1967 г.
Новой задачей, которую Роджеру поставило руководство Fisons Pharmaceutical Laboratories, где он работал, стало создание аналога «Интала» (торговая марка препарата этой фирмы), который был бы активен при приёме внутрь, так как принимать таблетки в некоторых случаях удобнее, чем вдыхать лекарство с помощью ингалятора, а кромолин натрий при приёме внутрь проявлял очень слабую активность. К сожалению, все попытки создания такого лекарства провалились. Однако при участии Алтуняна и химика Хью Кэрнса (англ. Hugh Cairns) был разработан аналог кромолин натрия, который также нашёл применение для ингаляционной терапии астмы — недокромил натрий. Но он получил меньшее распространение, чем «Интал».

До сих пор механизм действия кромолин-натрия остаётся неизученным. Как говорил сам Алтунян: 
Скажите мне, что такое астма, и тогда я скажу вам, как действует кромолин натрия.
Поскольку бис-хромон особенно активен при астме аллергической природы, полагают, что он является стабилизатором мембран так называемых тучных клеток.

## Фармакологическое действие
Противоаллергическое средство, стабилизатор мембран тучных клеток. Угнетает активность фосфодиэстеразы и повышает концентрацию цАМФ внутри клетки, блокирует вход ионов кальция в цитозоль. Предотвращает дегрануляцию тучных клеток и препятствует высвобождению медиаторов аллергии (гистамина, лейкотриенов, простагландинов, хемотаксических факторов и др.) из сенсибилизированных тучных клеток, возникающую при контакте со специфическими антигенами. В легких ингибирование медиаторного ответа предотвращает развитие как ранней, так и поздней стадии астматической реакции в ответ на иммунологические и другие стимулы. Предупреждает развитие аллергических и воспалительных реакций, бронхоспазма, ингибирует хемотаксис эозинофилов, астматические реакции немедленного и замедленного типа после вдыхания аллергенов и неантигенных раздражителей. Установлено, что кромоглициевая кислота подавляет миграцию нейтрофилов, эозинофилов, моноцитов.

При пероральном приеме оказывает прямое воздействие на гастро-интестинальные симптомы аллергии и, возможно, уменьшает проницаемость кишечной стенки для антигена. Это приводит к уменьшению выраженности симптомов аллергической реакции со стороны вторичных органов-мишеней.
Кромогликат натрия не оказывает вазоконстрикторного действия, не обладает специфической антигистаминной активностью, не стимулирует Бета-2 адренорецепторы (не снимает приступы удушья), не относится к веществам стероидной структуры.

## Фармакокинетика
После приема внутрь абсорбируется не более 1 % (0,45 % выводится с мочой в течение 24 ч), остальное количество — с фекалиями. При инстилляции в глаз плохо всасывается в системный кровоток (0,03 %), следовые количества (менее 0,01 %) проникают в водянистую влагу и полностью выводятся в течение 1 сут. После интраназального применения менее 7 % абсорбируется в системный кровоток. При ингаляционном введении до 90 % препарата оседает в трахее и крупных бронхах. Из легких абсорбируется 5-15 % дозы (Cmax в крови создается через 15-20 мин), незначительная часть поступает в ЖКТ, остальное количество выдыхается. Всасывание со слизистых оболочек уменьшается при увеличении количества секрета. Связывание с белками плазмы крови — 65-75 %. Не метаболизируется и выводится из организма в равных количествах с мочой и желчью за 24 ч. T½ составляет 1-1,5 ч. В незначительных количествах проникает в грудное молоко. Действие однократной дозы продолжается до 5 ч.

## Применение

### Показания
Бронхиальная астма (атопическая форма, астматическая триада, астма физического усилия), хронический бронхит с бронхообструктивным синдромом.

Профилактика и лечение аллергического конъюнктивита и вернального кератита.

Профилактика сезонного и/или круглогодичного ринита аллергического генеза.

Пищевая аллергия (при доказанном наличии антигена).

В составе комбинированной терапии при НЯК, проктите или проктоколите.

### Противопоказания
Гиперчувствительность, I триместр беременности, детский возраст до 5 лет (для ингаляционного применения в виде аэрозоля), до 2 лет (в виде капсул с порошком для ингаляций и раствора для ингаляционного применения).

### С осторожностью
Нарушениями функции печени или почек.

### Особые указания
Отмену препарата необходимо проводить, постепенно уменьшая дозу в течение 1 нед. Кашель, возникающий после ингаляции, можно купировать приемом стакана воды. Если использование препарата вызывает повторяющийся бронхоспазм, рекомендуется предварительная ингаляция бронхорасширяющих средств. Не предназначен для купирования острых приступов бронхиальной астмы и астматического статуса.

## Способ применения
- Ингаляционно:

Обычная дозировка: Взрослым — по 5 — 10 мг 4 раза в сутки, в тяжелых случаях или при высокой концентрации аллергенов — по 10 мг до 8 раз в сутки или по 20 мг 4 раза в сутки. Для профилактики бронхоспазма, вызываемого физическим усилием или холодным воздухом — 10 мг за 15 — 30 минут до появления провоцирующего фактора. Детям — по 5 — 10 мг (1 — 2 вдоха) каждые 8 часов, в тяжелых случаях, а также при высокой концентрации аллергенов — каждые 3 часа.
- Конъюнктивально:

Взрослым и детям — по 1-2 капли 4 % раствора 4 (до 8) раз в сутки через равные интервалы времени (при достижении эффекта интервалы между применением постепенно удлиняют).
- Интраназально:

Взрослые и дети: по 1 аэрозольной дозе в каждый носовой ход 3-6 раза в сутки.
- Внутрь:

Доза препарата устанавливается врачом индивидуально в каждом конкретном случае. Обычно препарат используют в начальной разовой дозе 200 мг для взрослых и 100 мг для детей.
Взрослые: по 2 капсулы (200 мг) 4 раза в день за 15 минут до еды.
Дети от 2 до 14 лет: по 1 капсуле (100 мг) 4 раза в день за 15 минут до еды.
Дети от 2 месяцев до 2 лет (за исключением недоношенных новорожденных): 20-40 мг/кг массы тела в сутки в несколько приемов.
По достижении устойчивого терапевтического эффекта дозировка может быть снижена до минимума, обеспечивающего отсутствие симптомов заболевания.
Пациенты, которым по каким-либо причинам не удается избежать приема пищи, содержащей аллергены, могут защитить себя от воздействия аллергенов, приняв одну капсулу за 15 минут до еды. Оптимальная доза в этом случае может находиться в пределах 100—500 мг.

## Побочные действия
- При ингаляционном введении: возможно раздражение верхних отделов дыхательных путей, кашель, кратковременные явления бронхоспазма; в отдельных случаях — выраженный бронхоспазм со снижением показателей функции внешнего дыхания.
- При интраназальном введении: в начале лечения возможно раздражение слизистой оболочки полости носа; в единичных случаях — носовые кровотечения, аллергические реакции.
- При местном применении в офтальмологии: возможно временное нарушение четкости зрительного восприятия, ощущение жара в глазу.
- Аллергические реакции: в единичных случаях — кожная сыпь, боли в суставах.
- Прочие: в единичных случаях — тошнота.

## Передозировка
При передозировке препарата необходимо наблюдение врача и, при необходимости, симптоматическое лечение.

## Взаимодействие
При применении кромоглициевой кислоты с пероральными и ингаляционными формами бета-адреностимуляторов, пероральными и ингаляционными формами ГКС, теофиллином и другими производными метилксантина, антигистаминными препаратами возможен эффект потенцирования. Сочетанное назначение кромоглициевой кислоты и ГКС позволяет уменьшить дозу последних, а в отдельных случаях — полностью отменить. Во время снижения дозы ГКС больной должен находиться под тщательным наблюдением врача, темп снижения дозы не должен превышать 10 % в неделю.
В ингаляционном растворе фармацевтически несовместима с бромгексином или амброксолом. Бронхолитики необходимо принимать (ингалировать) перед ингаляцией кромоглициевой кислоты.
При местном применении в офтальмологической практике кромоглициевая кислота снижает потребность в применении офтальмологических препаратов, содержащих ГКС.